# Stjepan Šulek
Stjepan Sulek (født 5. august 1914 i Zagreb, Kroatien, død 16. januar 1986) var en kroatisk komponist, violinist, lærer, professor og dirigent.
Sulek studerede komposition og violin på Musikkonservatoriet i Zagreb og fik eksamen der (1936). Han har skrevet 8 symfonier, orkesterværker, kammermusik, koncertmusik, operaer, balletmusik, korværker, sonater for mange instrumenter etc. Han var aktiv som både kammermusiker, og dirigent ved Zagreb Radio Kammerorkester. Sulek underviste som lærer i violin og komposition på Musikkonservatoriet i Zagreb, og anses som en af de vigtigste komponister og lærere i komposition i Kroatien.

## Udvalgte værker
- Symfoni nr. 1 (1942-1944) - for orkester
- Symfoni nr. 2 "Eroica" (1944-1946) - for orkester
- Symfoni nr. 3 (1948) - for orkester
- Symfoni nr. 4 (1954) - for orkester
- Symfoni nr. 5 (1963) - for orkester
- Symfoni nr. 6 (1966) - for orkester
- Symfoni nr. 7 (1979) - for orkester
- Symfoni nr. 8 (1981) - for orkester
- "Epitaph" (1971) - for orkester
- "Runke" (1972) - for orkester
- 3 Klaverkoncerter (1949, 1952, 1970) - for klaver og orkester
- Violinkoncert (1951) - for violin og orkester
- 4 "Klassiske Koncerter" (1944, 1952, 1957, 1983) - for orkester of strygeorkester
- Cellokoncert (1950) - for cello og orkester